# Вена

Схема венозної системи людини

Ве́на (лат. vena) — кровоносна судина, функція якої полягає в забезпеченні відтоку бідної на кисень венозної крові від органів та тканин до серця.

## Особливості будови
У просвіті вен є складки ендотелію — венозні клапани, які запобігають ретроградній течії крові, тобто течії крові у протилежному напрямку. Швидкість
току крові 10 — 20 см у секунду.
Тиск :3 — 5 мм.рт.ст.

## Класифікація
Вени, як і артерії поділяються на магістральні та органні. Залежно від розташування виділяють поверхневі та глибокі вени (наприклад, v.cephalica і v.basilica в ділянці ліктьової кістки). За будовою стінок поділяються на м'язові та безм'язові вени.

### Безм'язові вени
До вен безм'язевого типу належать вени твердої і м'якої оболон головного і спинного мозку, вени п'ясті, сітківки, плаценти і селезінки. З внутрішньої сторони такі вени покриті ендотелієм, який лежить на базальній мембрані. А ззовні це все покрито тонким шаром пухкої сполучної тканини.

### Вени м'язевого типу
Вени м'язового типу можуть мати або слабкий або сильний розвиток м'язової тканини. Вени нижньої частини тіла мають сильно розвинену м'язову оболонку, а вени верхньої частини тіла, відповідно, — слабку. Це обумовлено особливостями циркуляції крові у верхніх та нижніх кінцівках.

## Флебологія
Флебологія — розділ медицини, що вивчає будову і функціонування вен, їхні захворювання, методи діагностики, профілактики та лікування.
За даними Всесвітньої організації охорони здоров'я, захворювання вен віднесено до хвороб цивілізації. У розвинених країнах світу частота варикозної хвороби становить 25-33 % серед жінок і 10-20 % серед чоловіків. Патологія пізно виявляється та швидко прогресує.